# A7V-U
A7V-U ili A7V/U (Allegmeine-Kriegs-Department 7/Umlaufende Ketten) je njemački tenk nastao na temelju A7V tenka. Trebao je ispraviti nedostatke svog prethodnika, A7V tenka.

## Razvoj
Već od samog početka testiranja bilo je jasno da je A7V tek privremeno rješenje, ograničenih borbenih mogućnosti. Pritom su kao najveći nedostatak označili nedovoljnu pokretljivost izvan uređenih putova. S druge strane njemački su časnici bili neugodno iznenađeni britanskim tenkovima Mark I, čija je pokretljivost po neravnim terenima bila znatno bolja od njihovog A7V. Zbog toga je njemačko vrhovno zapovjedništvo već 1917. odobrilo razvoj njemačke kopije britanskog tenka Mark I. Kao osnova uzeto je tijelo tenka A7V, s tim da su mu dodane romboidne bočne stranice preko kojih su išle gusjenice. Tako je dobiven Allegmeine-Kriegs-Department 7/Umlaufende Ketten, ili samo A7V/U.
Po uzoru na britanski tenk i A7V/U je dobio dvije topovske kule, po jednu na svakom boku. U svaku su kulu postavili po jedan top Maxim-Nordenfeldu (1888) Kasemattkanone kalibra 57 mm. U planu je bila ugradnja i ruskih topova Sokol istog kalibra, ali i njemačkih topova od 77 mm. Uz dva topa svaki je A7V/U trebao dobiti i četiri ili šest strojnica Maxim 08/15 kalibra 7,9 mm. Unatoč povećanju naoružanja posada je smanjenja na "samo" sedam članova. Zadržan je "zapovjedni most" za zapovjednika tenka i vozača na vrhu tijela. Međutim, zbog znatno viših bočnih stranica tenka njihov je položaj sada bio znatno manje izložen paljbi nego kod A7V.
Dio izvora navodi da je zadržan isti oklop debljine između 20 i 30 mm, ali dio izvora navodi da je, zbog potreba smanjenja mase, debljina oklopa smanjena na samo 14 mm. U svakom slučaju, masa je povećana na 39,6 tona. Zbog toga su ugrađena dva Daimler-Benz benzinska motora, svaki snage 147 kW (200 KS).
Terenska testiranja jednog dovršenog primjerka pokazala su da, unatoč povećanju mase, A7V/U može postići maksimalnu brzinu od 16 km/h (neki izvori navode podatak od 12,5 km/h). Maksimalna brzina izvan cesta bila je od 8 do 4 km/h, što nije bilo bitno bolje u odnosu na A7V. Međutim, ono što je bilo bitno bolje jest povećanje pokretljivosti i po najgorem terenu, te mogućnost prelaska preko okomitih prepreka i viših od jedan metar. Uz to A7V/U je mogao prijeći preko rova širine tri do četiri metra. S druge strane, masa od blizu 40 tona uzrokovala je da po mekanom terenu tenk jako teško skreće. Zapravo je vozač, da bi skrenuo, morao prvo zaustaviti tenk, pa ga onda polako zaokrenuti. U protivnom visoko težište tenka lako je moglo uzrokovati njegovo prevrtanje, posebno na neravnom terenu.
Unatoč svim nedostacima A7V/U je bio znatno napredniji od A7V, te je u rujnu 1918. naručena serija od 20 vozila. Osim jednog prototipa, nikada nisu dovršeni. U planu je bila i inačica s topom u kupoli na vrhu vozila, koja nikad nije ostvarena.

### Zajednički poslužitelj
|  | Zajednički poslužitelj ima stranicu o temi A7V-U  |
|  | Zajednički poslužitelj ima još gradiva o temi A7V |